# Oligomerus enervatus
Oligomerus enervatus är en skalbaggsart som beskrevs av White 1976. Oligomerus enervatus ingår i släktet Oligomerus och familjen trägnagare. Inga underarter finns listade i Catalogue of Life.